# Portal Tomb von Knockeen

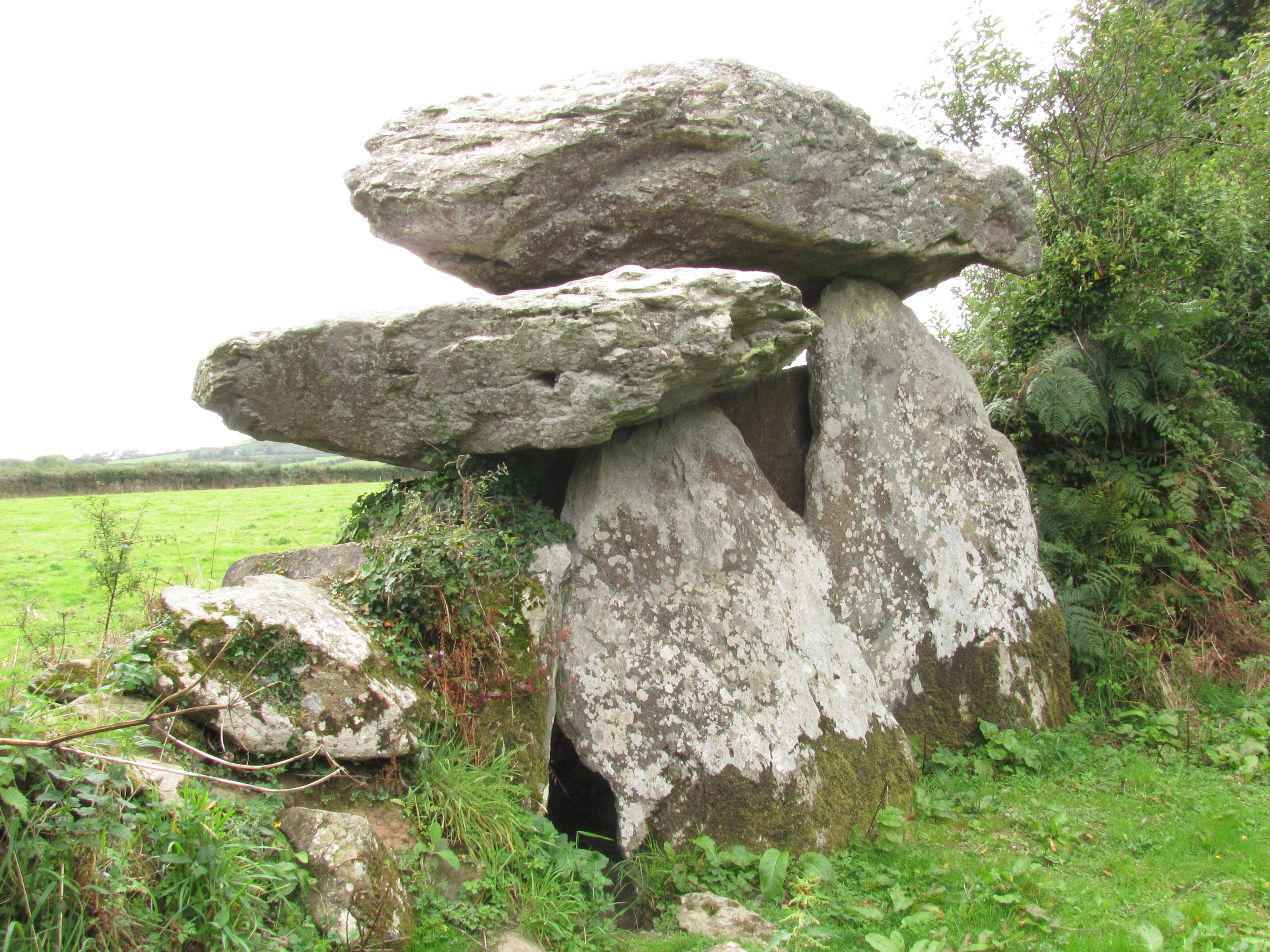
Portal Tomb von Knockeen

Das Portal Tomb von Knockeen liegt im Townland Knockeen (irisch An Cnoicín, deutsch „Hügelchen“) im County Waterford in Irland. Als Portal Tombs werden auf den Britischen Inseln Megalithanlagen bezeichnet, bei denen zwei gleich hohe, aufrecht stehende Steine mit einem Türstein dazwischen, die Vorderseite einer Kammer bilden, die mit einem zum Teil gewaltigen Deckstein bedeckt ist.
Es steht in der Hecke des nicht mehr benutzten Friedhofs von Kilburrin, etwa 6,4 km südwestlich von Waterford. Es ist eine typische Megalithanlage der Südgruppe in Leinster. Bereits William Borlase (1695–1772) bemerkte seine Solidität und die Vollkommenheit von Statik und Design.

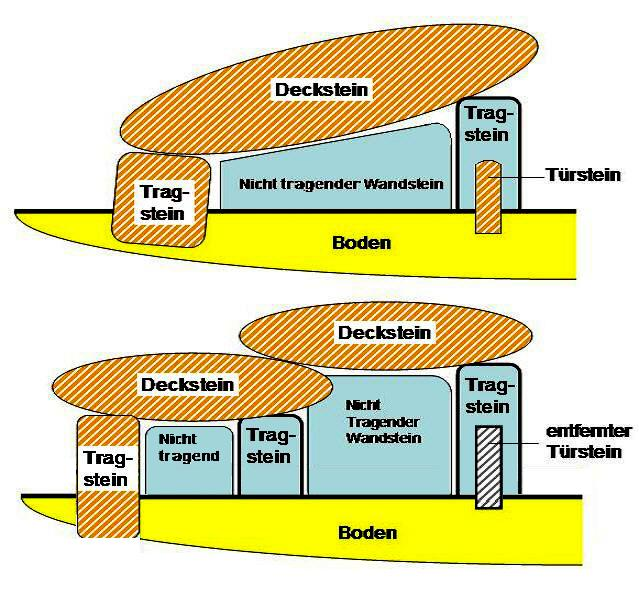
Schema von Portal Tombs: oben verbreitete Form; unten mit doppeltem Deckstein – in etwa Knockeen

## Beschreibung
Die Höhe des Portal Tombs von 3,6 m ist beeindruckend. Die beiden Portalsteine haben Höhen von 2,7 m und einen schweren Schwellenstein zwischen sich, der den schmaleren, antenartigen Vorraum begrenzt und den Zugang verschließt. Die Anlage hat entgegen der verbreiteteren Form des Typs zwei gestuft platzierte Decksteine, was in dieser Region auf mehrere Anlagen zutrifft (z. B. Haroldstown Dolmen im County Carlow). Der obere massive, horizontal liegende 3,6 m lange und 0,9 m dicke Deckstein ruht vorne auf den Portalsteinen und hinten auf dem kleineren Deckstein, der auf Tragsteinen ruht und an die Portalsteine angelehnt. Er bedeckt eine rechteckige Kammer, die dadurch, dass der nördliche Seitenstein nicht hinter, sondern neben dem zugehörigen Portalstein steht, breiter ist, als das Portal.
Es ist ein irisches National Monument.